# Cassidinidea monodi
Cassidinidea monodi là một loài chân đều trong họ Sphaeromatidae. Loài này được Barnard miêu tả khoa học năm 1951.